# Homoneura karnyi
Homoneura karnyi är en tvåvingeart som beskrevs av Malloch 1927. Homoneura karnyi ingår i släktet Homoneura och familjen lövflugor. Inga underarter finns listade i Catalogue of Life.